# Diócesis de Guanare
La diócesis de Guanare (en latín: Dioecesis Guanarensis) es una circunscripción eclesiástica de la Iglesia católica en Venezuela. Se trata de una diócesis latina, sufragánea de la arquidiócesis de Barquisimeto. Desde el 12 de abril de 2023 su obispo es Oswaldo Enrique Araque Valero.

## Territorio y organización

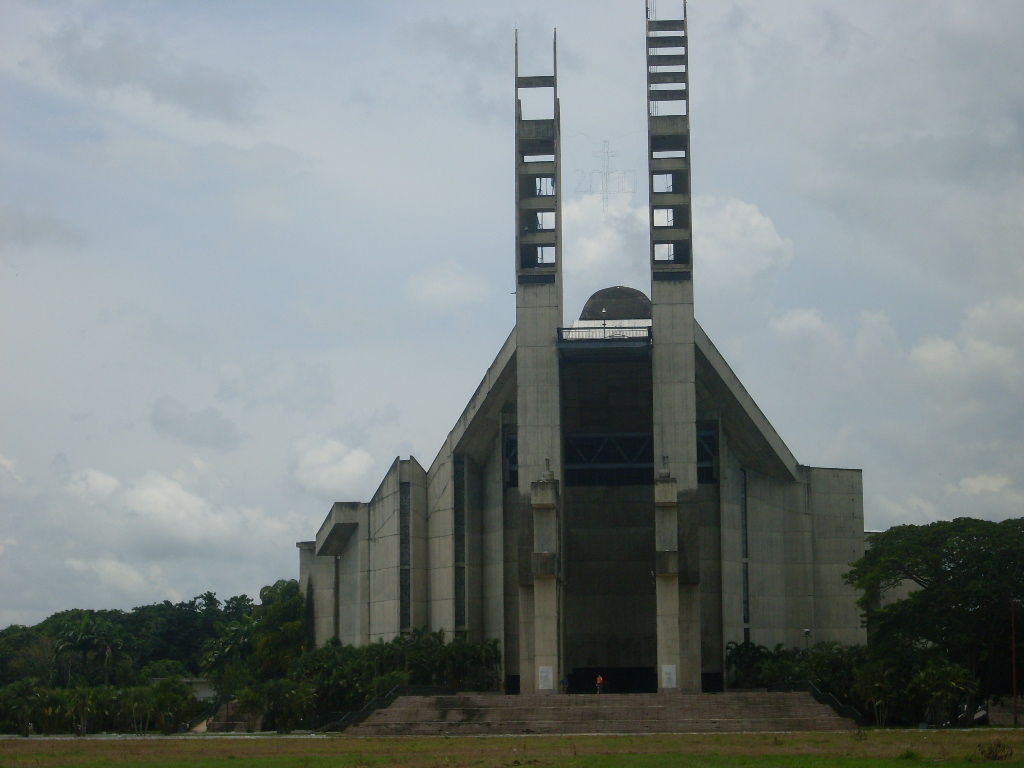
Basílica menor de Nuestra Señora de Coromoto, en Guanare

La diócesis tiene 9710 km² y extiende su jurisdicción sobre los fieles católicos de rito latino residentes en 7 municipios del estado Portuguesa: Guanare, Guanarito, Papelón, San Genaro de Boconoíto, Monseñor José Vicente de Unda, Sucre y Ospino.
La sede de la diócesis se encuentra en la ciudad de Guanare, en donde se halla la Catedral de Nuestra Señora de Coromoto. La diócesis también incluye el Santuario Nacional Nuestra Señora de Coromoto, también conocido como basílica menor de Nuestra Señora de Coromoto, construido en el lugar de la segunda aparición de la Virgen de Coromoto, patrona de Venezuela, el cual fue inaugurado y consagrado por el papa Juan Pablo II durante su segunda visita a Venezuela en febrero de 1996 y elevado a basílica menor el 12 de agosto de 2006 por el papa Benedicto XVI.
En 2021 en la diócesis existían 19 parroquias.

## Historia
La diócesis fue erigida el 7 de junio de 1954 mediante la bula Ex quo tempore del papa Pío XII, obteniendo el territorio de las diócesis de Barquisimeto y Calabozo (hoy ambas arquidiócesis).
Originalmente sufragánea de la arquidiócesis de Caracas, el 30 de abril de 1966 pasó a formar parte de la provincia eclesiástica de Barquisimeto.
El 27 de diciembre de 2002 cedió una porción de su territorio en beneficio de la erección de la diócesis de Acarigua-Araure.

## Estadísticas
Según el Anuario Pontificio 2022 la diócesis tenía a fines de 2021 un total de 443 750 fieles bautizados.
| Año                                                                             | Población            | Población | Población      | Sacerdotes | Sacerdotes    | Sacerdotes    | Bautizados por sacerdote | Diáconos permanentes | Religiosos | Religiosos | Parroquias |
| Año                                                                             | Bautizados católicos | Total     | % de católicos | Total      | Clero secular | Clero regular | Bautizados por sacerdote | Diáconos permanentes | Varones    | Mujeres    | Parroquias |
| ------------------------------------------------------------------------------- | -------------------- | --------- | -------------- | ---------- | ------------- | ------------- | ------------------------ | -------------------- | ---------- | ---------- | ---------- |
| 1966                                                                            | 200 000              | 204 467   | 97.8           | 28         | 10            | 18            | 7142                     |                      | 18         | 39         | 21         |
| 1970                                                                            | 293 500              | 304 322   | 96.4           | 33         | 23            | 10            | 8893                     |                      | 11         | 44         | 25         |
| 1976                                                                            | 322 000              | 330 000   | 97.6           | 23         | 16            | 7             | 14 000                   |                      | 8          | 48         | 27         |
| 1980                                                                            | 350 300              | 392 600   | 89.2           | 28         | 16            | 12            | 12 510                   |                      | 13         | 52         | 27         |
| 1990                                                                            | 513 000              | 557 000   | 92.1           | 29         | 18            | 11            | 17 689                   |                      | 11         | 39         | 30         |
| 1999                                                                            | 700 000              | 760 000   | 92.1           | 33         | 23            | 10            | 21 212                   |                      | 10         | 54         | 34         |
| 2000                                                                            | 720 000              | 785 000   | 91.7           | 32         | 22            | 10            | 22 500                   |                      | 10         | 54         | 35         |
| 2001                                                                            | 800 000              | 850 000   | 94.1           | 34         | 24            | 10            | 23 529                   |                      | 10         | 60         | 43         |
| 2002                                                                            | 800 000              | 857 621   | 93.3           | 34         | 21            | 13            | 23 529                   |                      | 13         | 61         | 34         |
| 2003                                                                            | 373 100              | 406 100   | 91.9           | 25         | 15            | 10            | 14 924                   |                      | 10         | 60         | 25         |
| 2004                                                                            | 400 000              | 450 000   | 88.9           | 10         | 7             | 3             | 40 000                   |                      | 3          | 50         | 15         |
| 2006                                                                            | 356 000              | 405 000   | 87.9           | 25         | 9             | 16            | 14 240                   |                      | 17         | 40         | 16         |
| 2013                                                                            | 402 000              | 457 000   | 88.0           | 26         | 10            | 16            | 15 461                   |                      | 16         | 35         | 18         |
| 2016                                                                            | 418 661              | 476 442   | 87.9           | 26         | 10            | 16            | 16 102                   |                      | 46         | 20         | 18         |
| 2019                                                                            | 433 100              | 493 900   | 87.7           | 26         | 10            | 16            | 16 657                   |                      | 46         | 20         | 18         |
| 2021                                                                            | 443 750              | 506 000   | 87.7           | 28         | 16            | 12            | 15 848                   | 1                    | 13         | 16         | 19         |
| Fuente: Catholic-Hierarchy, que a su vez toma los datos del Anuario Pontificio. |                      |           |                |            |               |               |                          |                      |            |            |            |

## Episcopologio
- Pedro Pablo Tenreiro Francia † (23 de octubre de 1954-11 de noviembre de 1965 renunció[nota 1])
- Eduardo Herrera Riera † (30 de noviembre de 1966-31 de octubre de 1970 nombrado obispo auxiliar de la Barquisimeto[nota 2])
- Ángel Adolfo Polachini Rodríguez † (25 de marzo de 1971-16 de abril de 1994 retirado)
- Alejandro Figueroa Medina † (21 de febrero de 1995-29 de septiembre de 2000 falleció)
- José Sótero Valero Ruz † (19 de marzo de 2001-12 de octubre de 2011 falleció)
- José de la Trinidad Valera Angulo (12 de octubre de 2011-12 de abril de 2023 retirado)
- Oswaldo Enrique Araque Valero, desde el 12 de abril de 2023